# Тужилів (Калуський район)
Тужи́лів — село Калуського району Івано-Франківської області. Входить до складу Калуської міської громади.

## Назва
Назва села є типовою для сіл Галичини і є присвійним прикметником від давньоукраїнського імені Тужило. Також назва трактується багатьма переказами та легендами. Більшість із них пояснюють виникнення села та походження його назви від дієслова «тужити», слів «туга», «журба». Згідно однієї теорії часів СРСР, назва виникла внаслідок важкого економічного становища населення села, пригнічення жителів з боку поміщиків. Згідно іншої теорії, яка описана у переказах, дуже давно на окраїні теперішнього села поселився один чоловік. Жив він сам, сам обробляв землю, розводив худобу. Від цієї самотності йому було сумно, тому він часто плакав, тужив, від чого й пішла назва села.
У ще одній легенді йдеться: «На берегах річки Лімниці було красиве село, яке не мало назви. В ньому жили добрі та працьовиті люди, була серед них одна пара — Іван та Марія, які дуже любили один одного. Одного дня татари несподівано напали на село, забравши в полон юнака. Марія сильно плакала, а всю тугу виливала в жалібних піснях.» Саме через сильну тугу Марії при розлуці з Іваном, люди вирішили назвати село Тужиловом.

## Історія
Село розміщене на родючих землях долини Лімниці та Чечви, які споконвіку заселяли й обробляли наші предки. Через утворення поселення в долітописні часи не збереглася дата заснування, тож можемо тільки шукати згадки серед масиву вцілілих документів, які починаються з XIV—XV сторіч. Перша письмова згадка про село належить до 1459 року. Село належало до Жидачівського повіту Львівської землі Руського воєводства.
Перша письмова згадка про село Тужилів датується 1422 роком. На жаль, витоки заснування та перші етапи формування поселення практично не досліджені, окрім тих фактів, які вилучені з досліджень історії Прикарпаття. Зокрема, відомо те, що до XVII століття на території сучасного Тужилова були невеликі групи поселень.

### Річ Посполита
Згадується село 20 жовтня 1466 року в книгах галицького суду.
Історія Тужилова, безперечно, тісно пов'язана з подіями, які відбувалися в краї в цілому. Природно-економічні умови Прикарпаття (особливо сіль) були рушійним фактором тодішньої економіки, а квітучі села були ласим шматком, на який посягали вороги, особливо татари. Татари нападали на Покуття, потім на Львівщину, Стрийщину, проходили Прикарпаттям через села до Тисмениці і далі на Калуш (очевидно, через територію Тужилова). Рік за роком, а навіть кілька разів на рік нападали, спалюючи села і міста. Особливо жорстокими були напади в 1498, 1570, 1589, 1594, 1616, 1618, 1620, 1622 роках. Тоді було знищено 33 населені пункти, лиха доля не оминула й Тужилів.
У 1515 році в Тужилові оброблялось 5 ланів (90 га) землі. В 1578 році в селі було 4 великі землевласники: Іван Дубравський, Тома Дубравський, Андрій Дубравський і Копичинський.
У часи Хмельниччини в Галичині теж було неспокійно. Тут з'явився свій отаман — Семен Височан. А вождем селянського повстання на Калущині став православний священик Іван Коритко, парох села Грабівки. Жителі села взяли активну участь у народному повстанні, після відходу Хмельницького були масово репресовані.
В 1678 році під впливом важкого економічного становища та утисків поміщика в Тужилові відбулося нове повстання проти поміщика. Відомо, що воно отримало підтримку сусідніх сіл, проте через неорганізованість і малу чисельність було придушене.

### У складі Австрії
У 1786 р. в селі було 112 хат і 589 мешканців.
Щодо соціально-економічного розвитку в цей період, то слід сказати, що Галичина перебувала у важкому становищі, села відставали від інших територій імперії. Чиновники Калуського староства селян змушували вирощувати коноплі. В Калуському повіті кількість ткачів збільшилася вдвічі, вони виконували як приватні, так і державні замовлення у своїх власних хатах. Про поширення цього ремесла в Тужилові свідчить велика кількість прізвищ, походження яких пояснюється заняттям ткацтвом, наприклад, Ткач.
У 1854 році Тужилів належав до Стрийського округу, Рожнятівського повіту, а також до Самбірського окружного суду. З даних обласного архіву відомо, що на 1864 рік в с. Тужилів існувала парохіальна школа, вчителем якої був Іван Келебай. У 1874 році діяла однокласна народна школа, в якій навчав Іван Кебузінський, школу відвідувало 27 дітей. Обласний архів містить відомості про будівництво церкви св. Ігнатія у 1855 році. Пастирем був Іван Зрада з Довгої-Калуської.
У 1880 році в селі було 239 будинків і 979 мешканців та 15 будинків і 76 мешканців на панському дворі (985 греко-католиків, 75 римо-католиків; 930 українців, 119 поляків).
У 1905 році зусиллями мешканців села було утворено читальню Всеукраїнське товариство «Просвіта» імені Тараса Шевченка. Члени читальні турбувалися про книжки, проводили вечорниці, святкування ювілеїв Шевченка, інші заходи.
Після початку Першої світової війни на території Галичини утворюються формування січових стрільців. З Тужилова до них увійшли Іван Швець, Іван Парцей, Микола Притула, Іван Ярема, Андрій Стефанків, Михайло Папіжевський, Іван Коник, Василь Яців, Дмитро Яців, Юрій Мельник, Юрій Кисиличко.

### Польська окупація
Після розпаду Австрії та утворення в 1918 році ЗУНР, на неї напала Польща і в 1919 році галицькі землі, в тому числі Тужилів, були нею окуповані.
З архівних даних відомо, що на 1926—1927 рр. у с. Тужилів проживало 1450 осіб. Тут діяло виробництво бетонних виробів (власник — Василь Яців). Працювали млини Яціва, Конєвича, Прокофяка.
1 квітня 1929 р. присілок Котятичі був вилучений з громади Тужилів і приєднаний до громади Голинь.
На 1931 рік у Тужилові проживало 1328 осіб. З 1934 року село входить до складу Голинської гміни. Відомо, що в Тужилові були відкриті кооперативи «Хліборобська спілка», «Відродження», з 1923 року діяв «Селянський труд», а також молочарська спілка. У 1931—1932 рр. в селі працювала двокласна утраквістична школа, в якій навчалося близько сотні дітей.
Діяльність «Просвіти», перервана Першою світовою війною, відновлюється аж у 1930 році. У 1938 році збудовано новий будинок «Просвіти».
У 1939 році в селі проживало 1440 мешканців (1380 українців-грекокатоликів, 50 українців-римокатоликів і 10 євреїв).

### Радянські часи
Свій прихід енкаведисти («Червона мітла») позначили терором — 9 вересня 1944 р. застрелили 14 жителів села, які працювали в полі. Жителі села високу національну свідомість підтвердили активною участю в УПА. Окупанти відповіли терором і репресіями. В січні 1946 р. для боротьби з УПА в кожному селі був розміщений гарнізон НКВС, в Тужилові — з 30 осіб (на допомогу готові були 1300 в Калуші та гарнізони в сусідніх селах).
Рішенням Калуського райвиконкому № 423 було утворено 20 жовтня 1950 року колгосп імені Ковпака, куди загнали 300 селянських господарств. Селяни не бажали працювати в колгоспі за трудодні, а старалися перейти на роботу на підприємства. 20.02.1951 правління колгоспу звернулося до Калуського райвиконкому з проханням зобов'язати повернути в колгосп 41 тужилівця, які пішли працювати на Брошнівську лісобазу Перегінського лісокомбінату, що і зробив райвиконком 22.02.1951 рішенням № 68. 4.11.1957 Рішенням №485 Станіславського облвиконкому колгосп перейменовано — на ім. Хмельницького. Існування колгоспу припинилося в Тужилові у 1993 році.

## Населення

### Мова
Розподіл населення за рідною мовою за даними перепису 2001 року:
| Мова       | Кількість | Відсоток |
| ---------- | --------- | -------- |
| українська | 1792      | 99.83%   |
| російська  | 3         | 0.17%    |
| Усього     | 1795      | 100%     |

## Церкви
Церква св. Ігнатія згадується 1684 року в реєстрі катедратика (столового податку), також — у реєстрі духовенства, церков і монастирів Львівської єпархії 1708 року і протоколах генеральних візитацій Львівсько-Галицько-Камянецької єпархії 1740—1755 рр. (рік побудови — 1720, 50 парохіян-господарів).
Нинішня церква св. Ігнатія Богоносця (храмове свято 2 січня) збудована 1855 року, пам'ятка архітектури місцевого значення № 790.

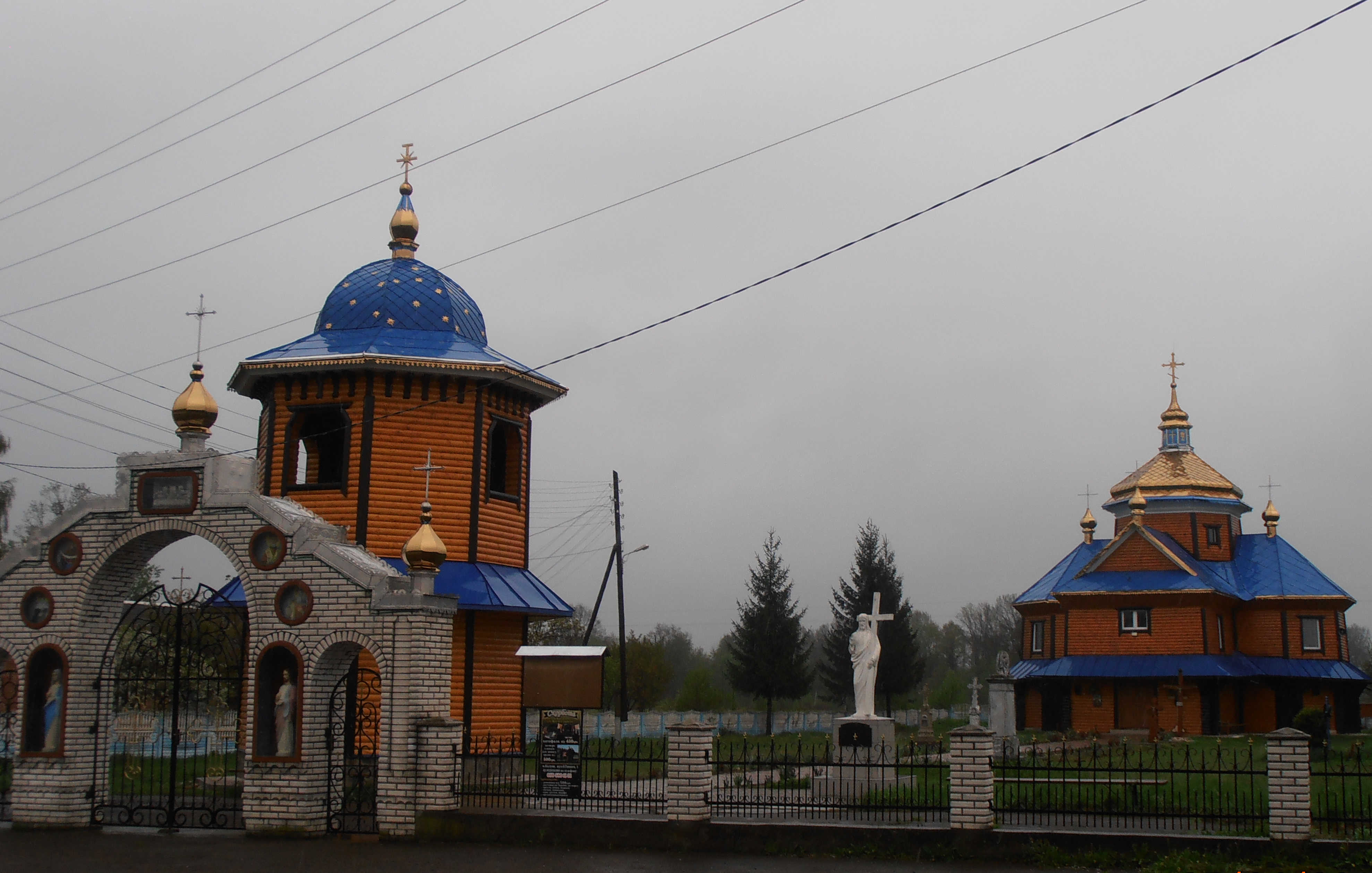
Стара церква
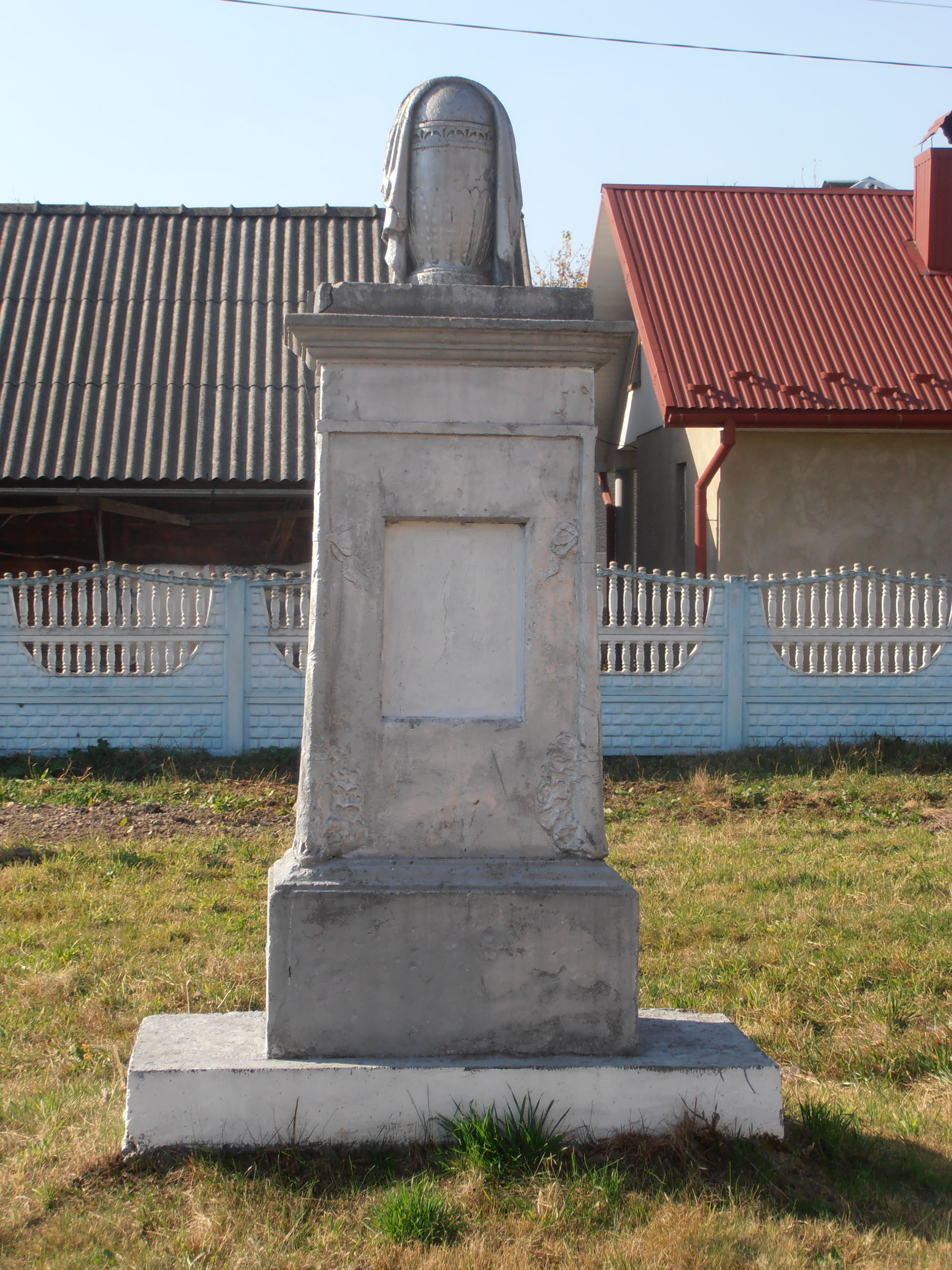
Пам'ятник 1 при церкві
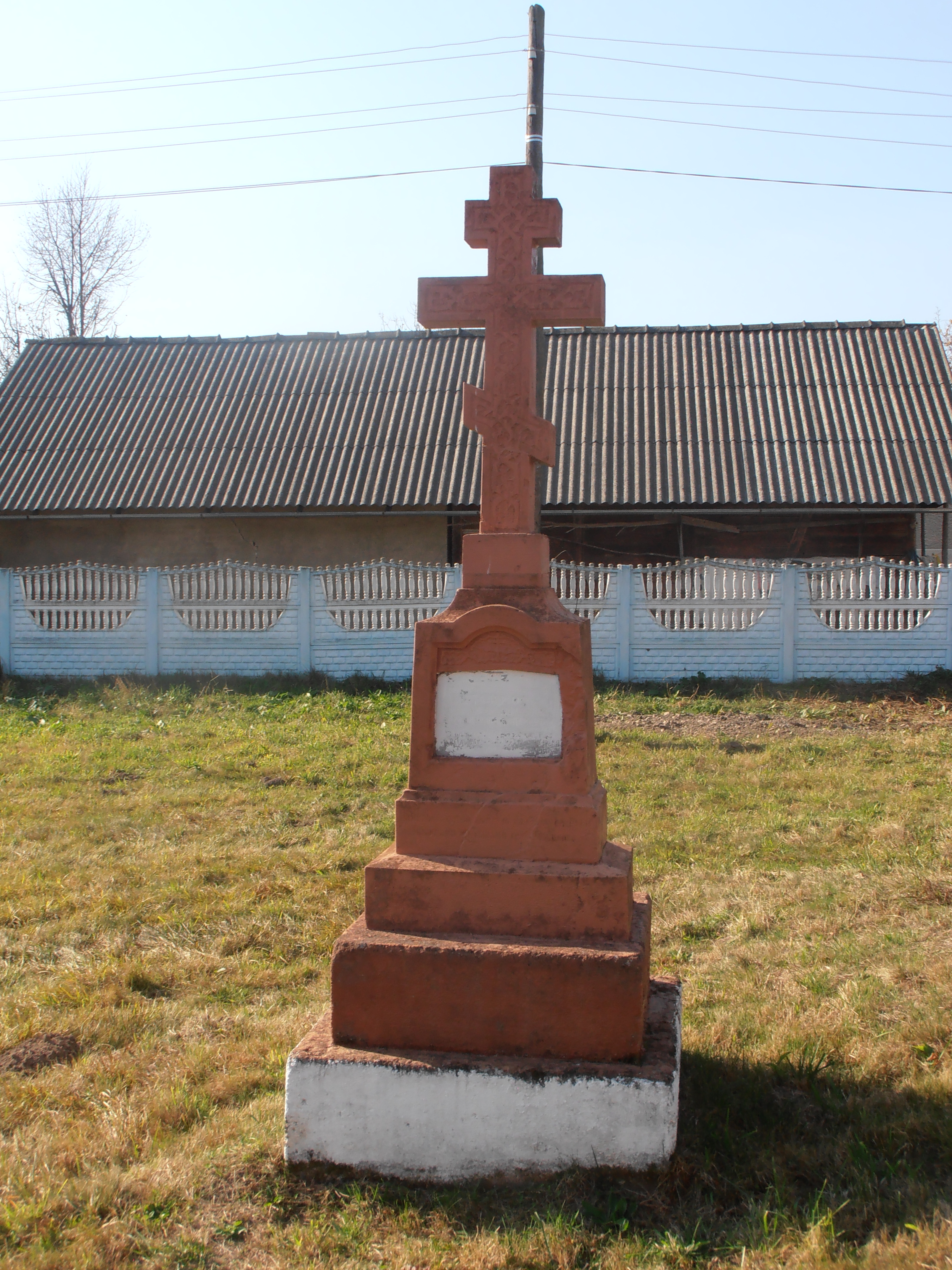
Пам'ятник 2 при церкві
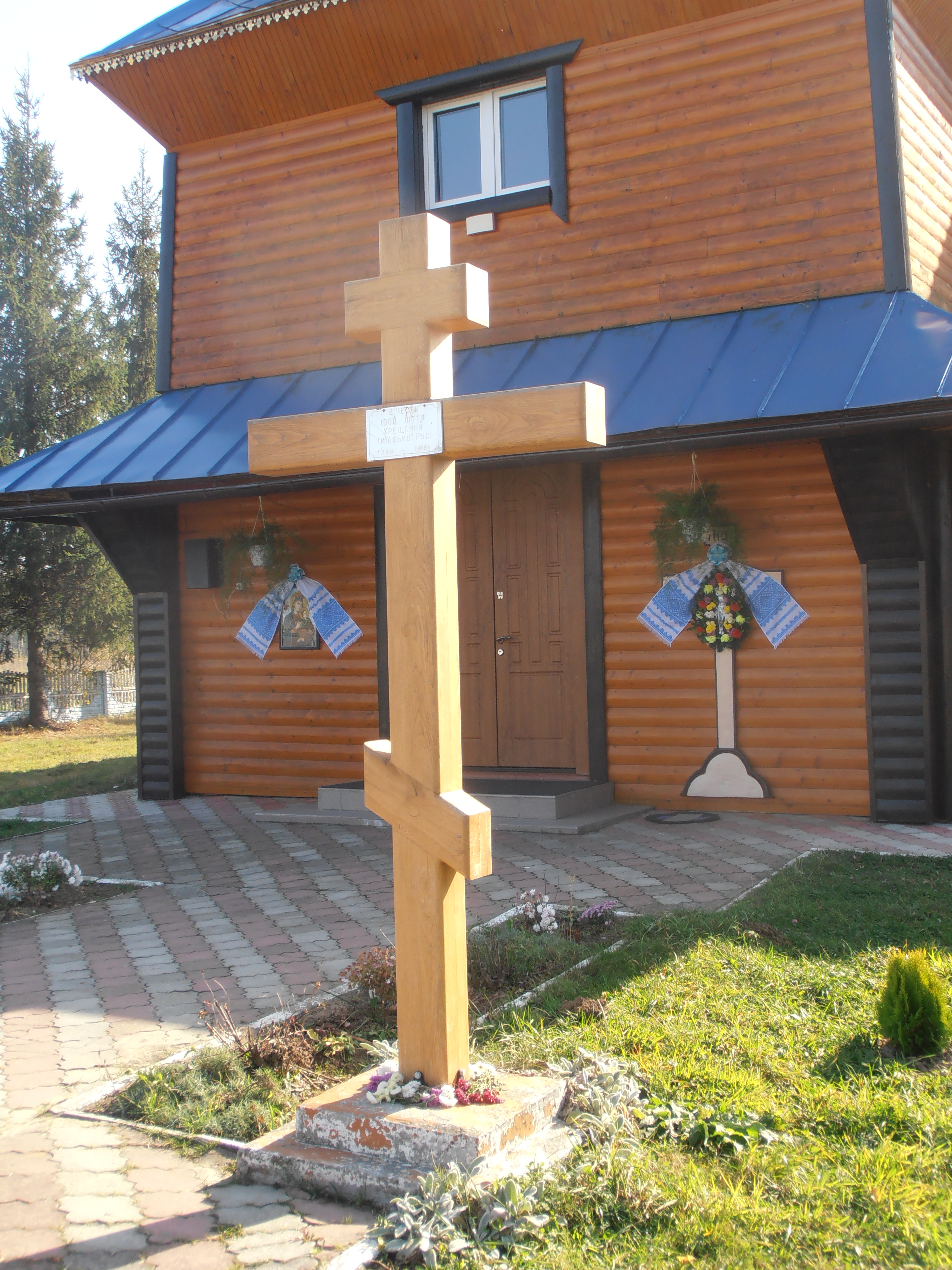
Хрест 1000-річчя хрещення Русі

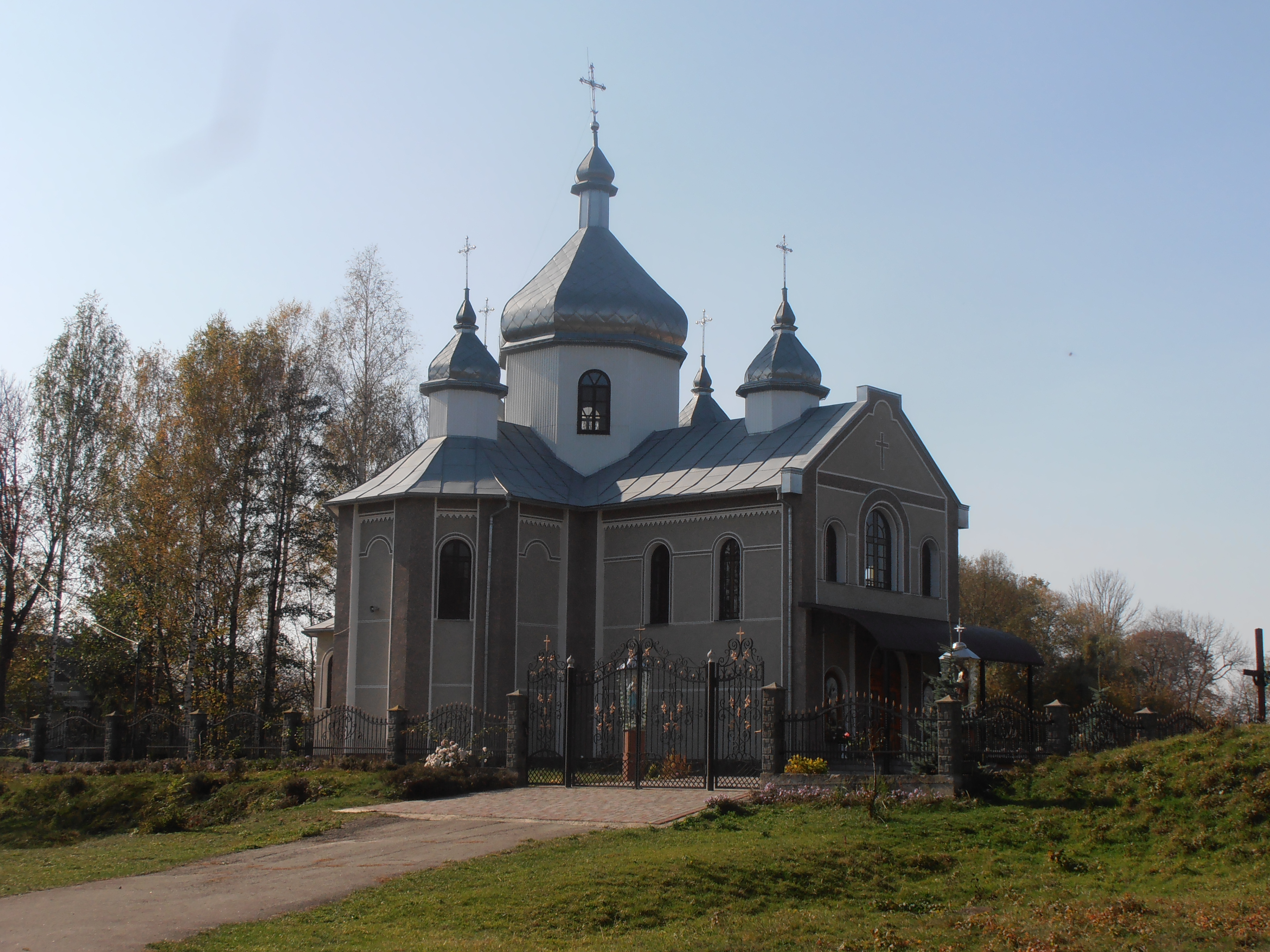
Греко-католицька церква

Австрійська армія конфіскувала в серпні 1916 р. у місцевій церкві 4 давні дзвони діаметром 77, 70, 61 і 51, вагою 228, 160, 100 і 64 кг, виготовлені в 1693, 1691, 1883, 1691
 рр. Після війни польська влада отримала від Австрії компенсацію за дзвони, але громаді села грошей не перерахувала.
Попри радянську політику атеїзму церкву не закрили, тільки греко-католицького священика змусили згодитись на московське підпорядкування. Зі зміною священиків разом з котримсь із них щезли церковні метричні книги — писемна історія жителів села. Після отримання Україною незалежності громада зі священиком увійшла до УПЦ КП (нинішній настоятель прот. Сергій Олексюк).
Через відмову громади УПЦ КП від почерговості богослужінь греко-католицька громада збудувала нову церкву.

## Пам'ятники
В 1969 р. у центрі села встановлено пам'ятник Богдану Хмельницькому (Львівська кераміко-скульптурна фабрика, автор І. Якушний). Він символізував волелюбність не тільки тужилівців-повстанців тристарічної давності (яким можна було поставити пам'ятника), а й малися на увазі полеглі та ув'язнені борці ОУН-УПА (яким у той час не можна було не тільки поставити пам'ятника, але навіть уголос згадувати). Тільки в 1990 році тужилівці отримали можливість поставити пам'ятник героям УПА (символічна могила борцям за незалежність знаходиться на церковному подвір'ї).
Окупаційною радянською владою було споруджено монумент тим тужилівцям, яких вона використала гарматним м'ясом. Жителями села монумент модифіковано відповідно до їх християнських і громадянських ідеалів.

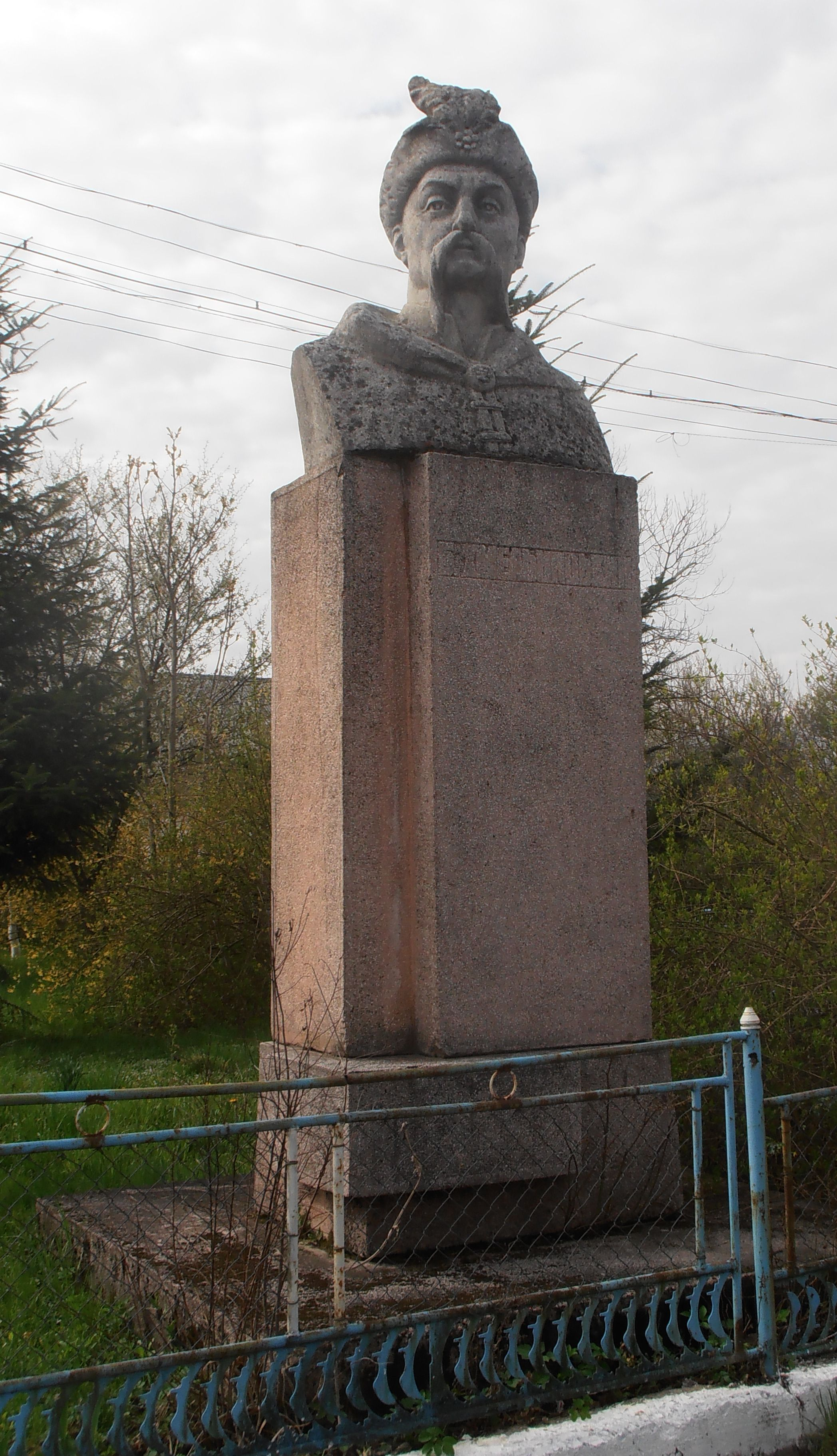
Пам'ятник гетьману Б. Хмельницькому
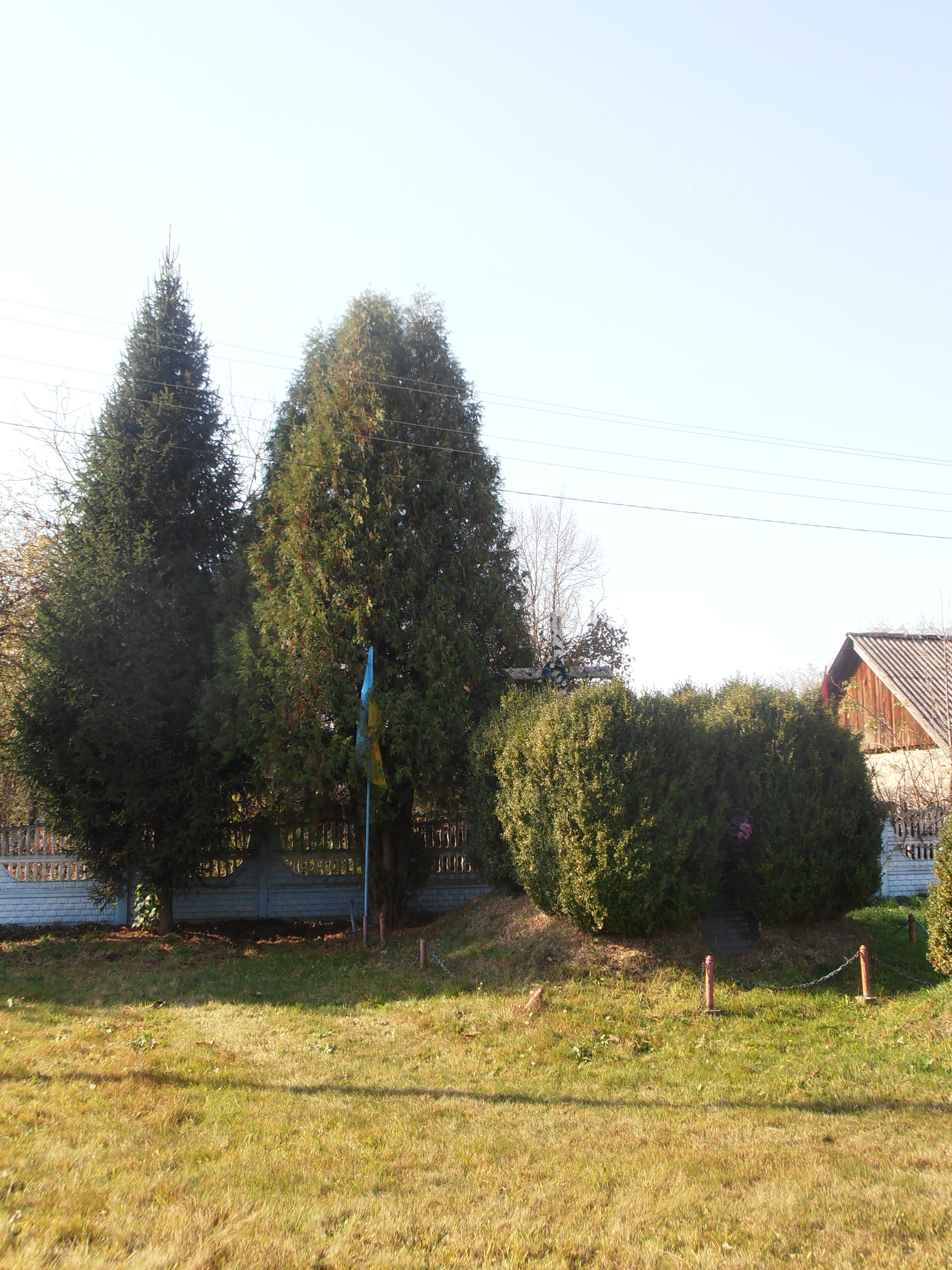
Символічна могила полеглим за незалежність
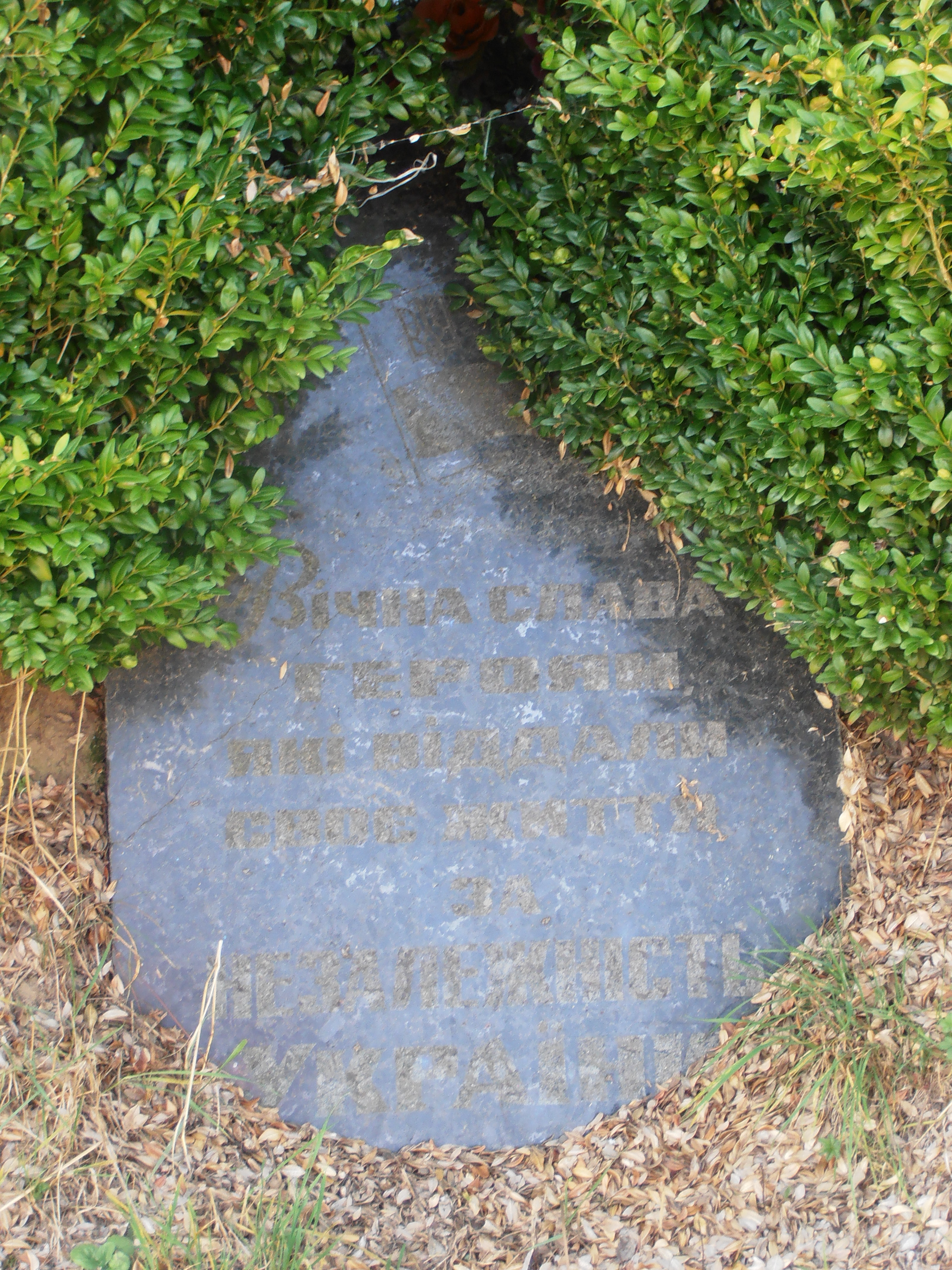
Стела могили
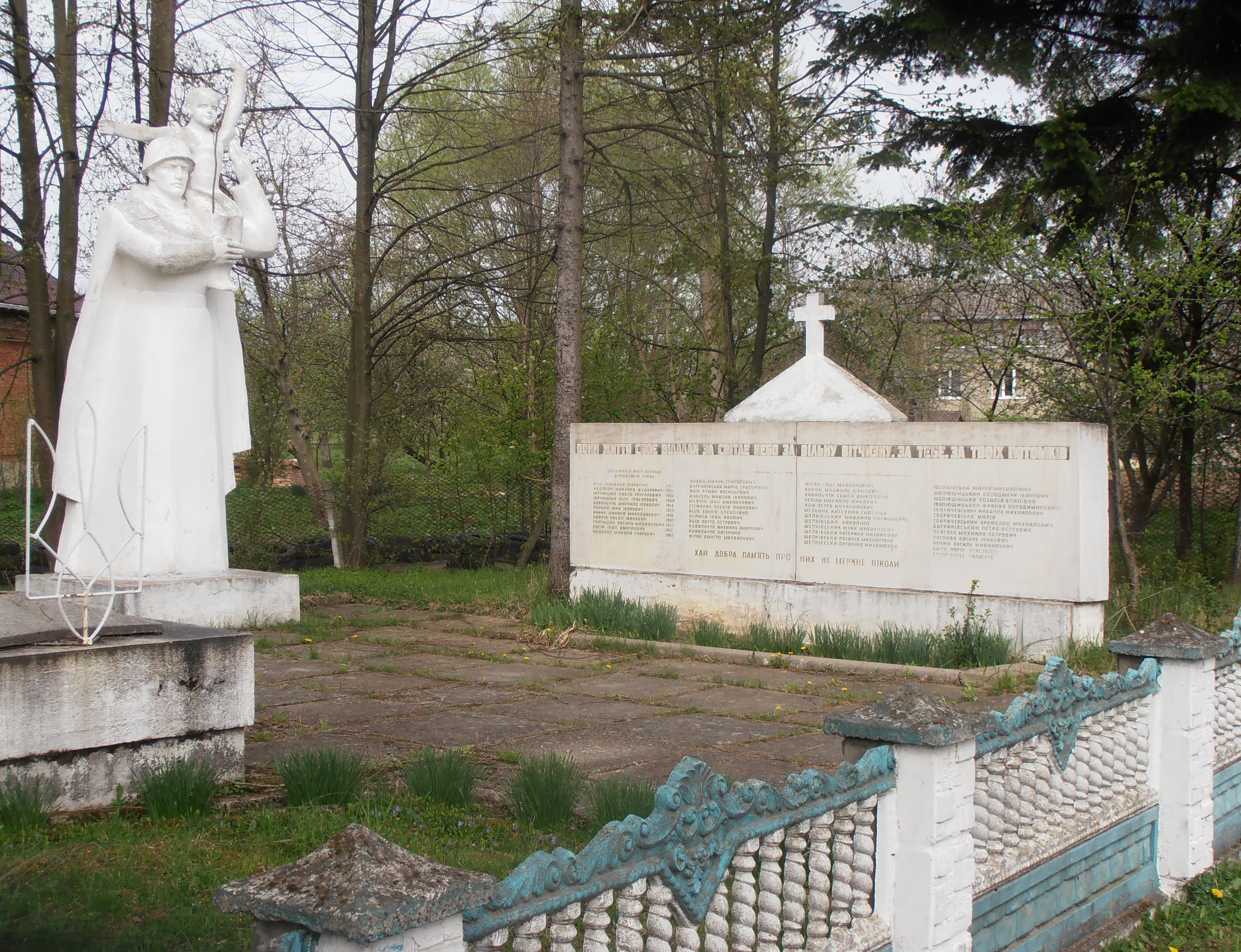
Радянський монумент

## Соціальна сфера
- Народний дім.
- Тужилівський НВК на 320 учнівських місць.
- ФАП.
- Стадіон на 450 місць[19].

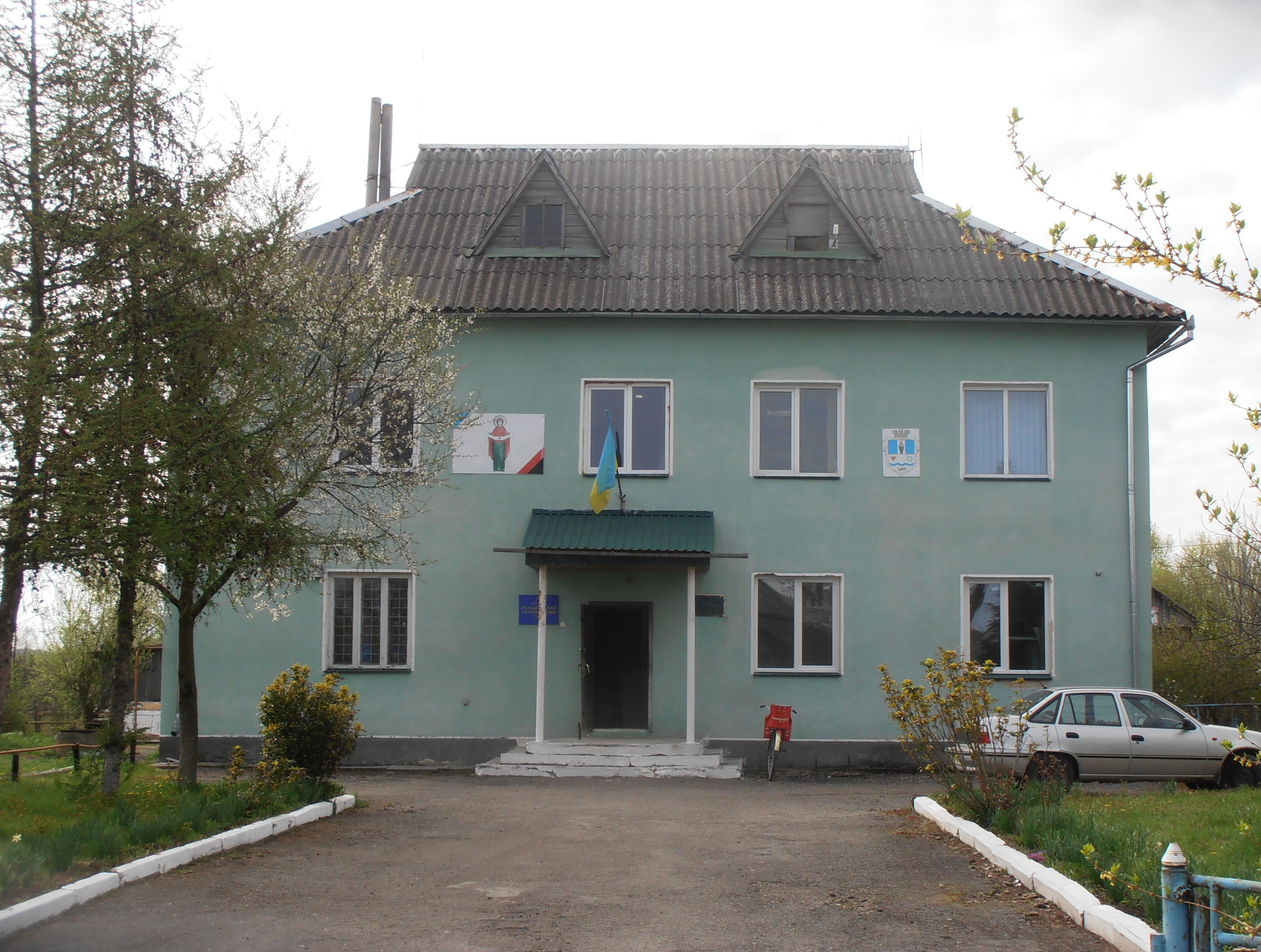
Сільрада
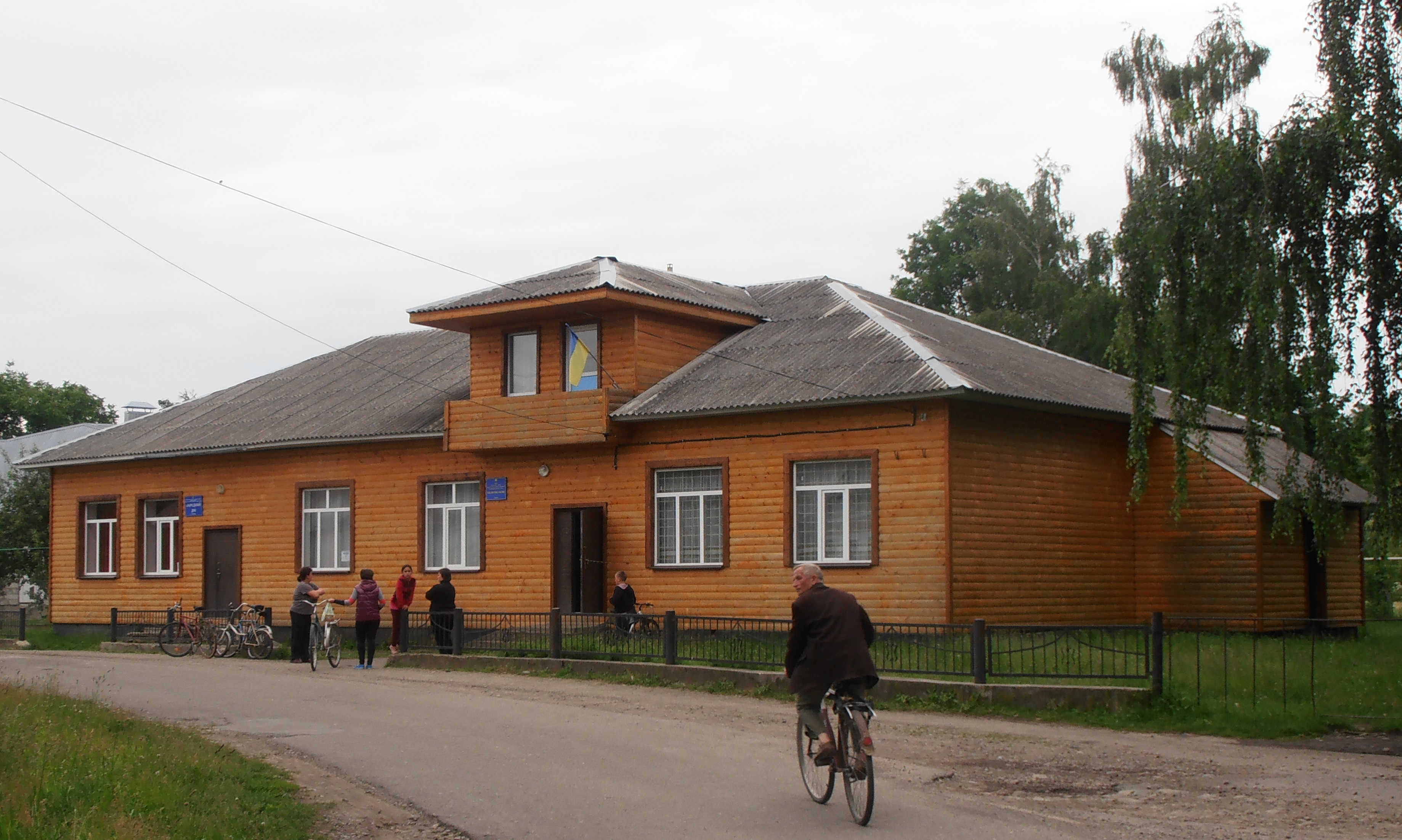
Народний дім
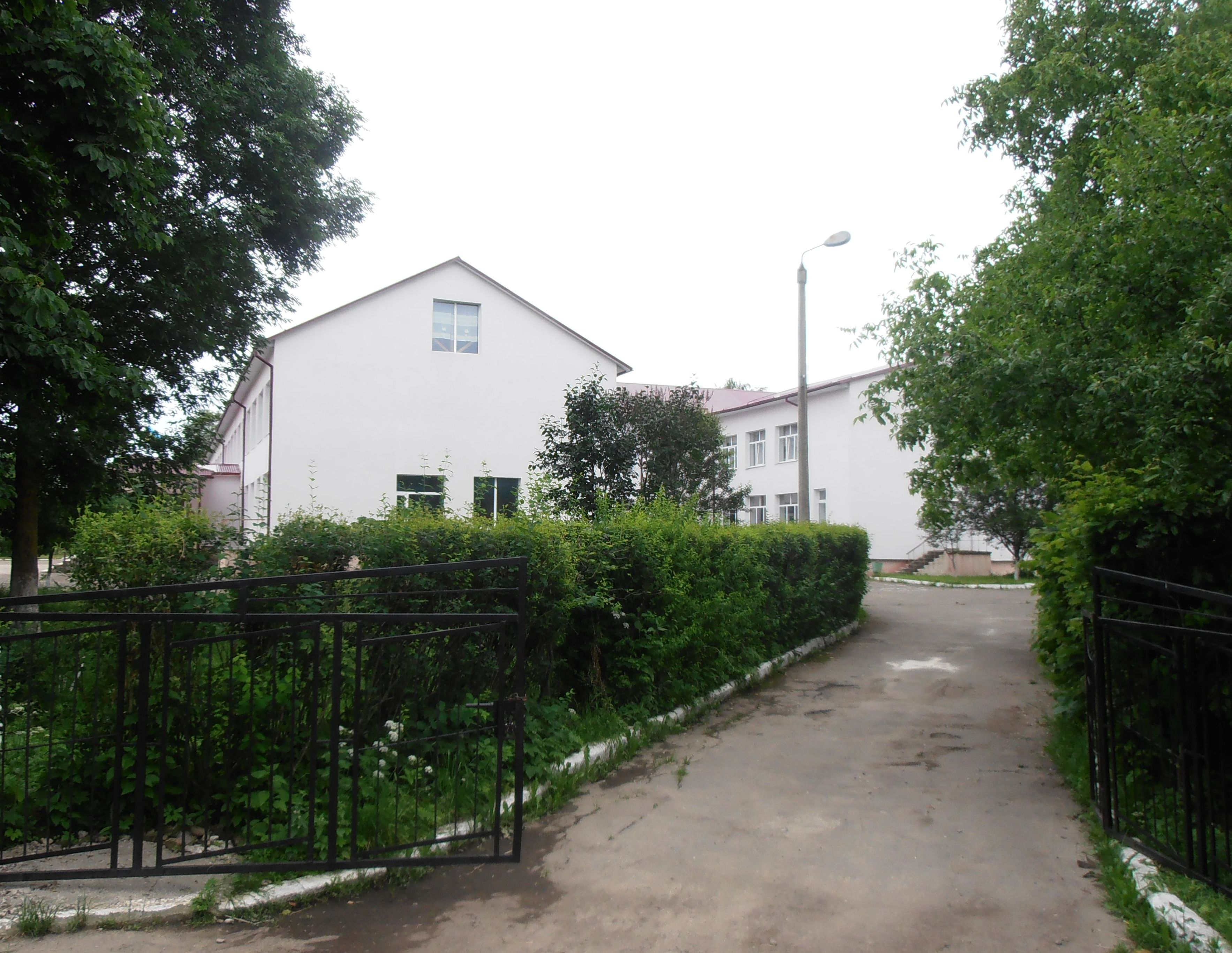
Школа
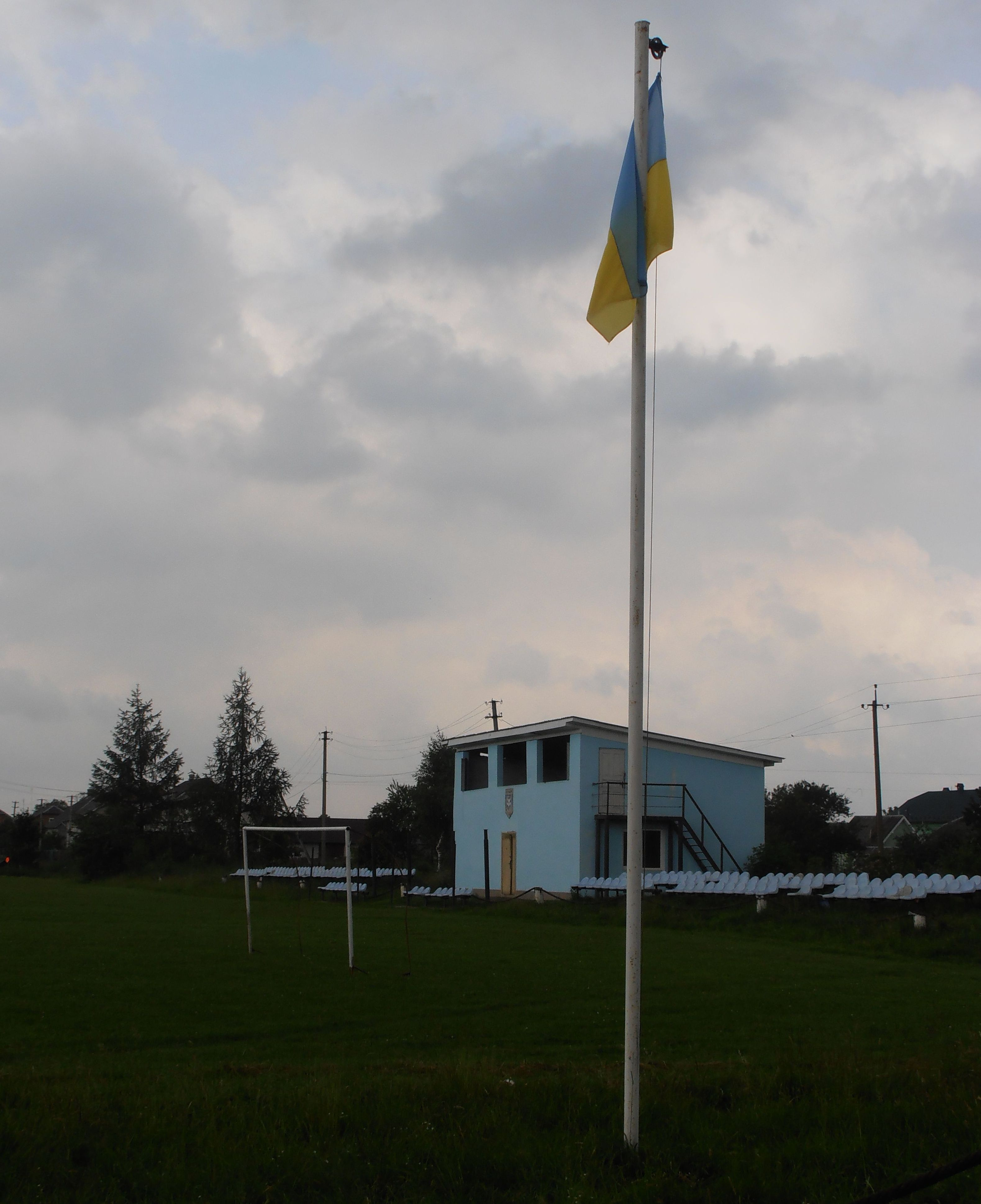
Тужилівський стадіон

Тужилівська сільська рада стала першою на території Івано-Франківської області, яка провела заміну люмінесцентних ламп на світлодіодні.

## Вулиці
У селі є вулиці:
- Белінського
- Богдана Хмельницького
- Зелена
- Івана Франка
- Колгоспна
- Лесі Українки
- Молодіжна
- Незалежності
- Степана Бандери
- Тараса Шевченка
- Хутірська
- Якубова
- 10 років Незалежності
- Героїв України (колишня 9 Травня)[22]

## Відомі люди
- Павлів Ірина Василівна — учителька Тужилівського навчально-виховного комплексу, заслужений вчитель України[23].